# Telewizja Wisła
Telewizja Wisła – polska komercyjna ponadregionalna stacja telewizyjna nadająca w latach 1995–1997, poprzedniczka ogólnopolskiej stacji TVN.

## Historia

### Telewizja Wisła (1995-1997)
Założona w 1995 roku, posiadała koncesję na nadawanie programu ponadregionalnego w południowej Polsce. Była pierwszą stacją telewizyjną w Polsce i trzecią stacją telewizyjną w Europie, która użyła cyfrowego systemu przesyłania sygnału MPEG-2 (przez satelitę Eutelsat II F3). Zasłynęła sprowadzeniem w 1996 roku gwiazdy TVP, Krzysztofa Ibisza. Program informacyjny TV Wisła Fakty prowadził późniejszy prezenter Polsat News i Wydarzeń Polsatu oraz swego czasu prezenter Wydarzeń TV Puls, Faktów TVN i TVN24 – Bogdan Rymanowski. Ten ostatni poprowadził ostatnie wydanie przed rozpoczęciem programu ogólnopolskiego.

### TVN Południe (1997-2000)
3 października 1997 roku rozpoczęła, wspólnie ze spółką TVN, realizację ogólnopolskiego kanału telewizyjnego pod tą nazwą. Telewizja Wisła została przekształcona tego dnia w TVN Południe. Stąd nadawano Południowy serwis regionalny "Fakty Południe". Była jedną z czterech stacji regionalnych nowo powstałego TVN-u. Emitowano je o różnych porach, najczęściej popołudniowych. Przetrwały ponad 2 lata, bo aż do maja 2000 roku, kiedy oddziały lokalne praktycznie traciły swoje funkcje, z powodu powstawania nowych oddziałów, w których nie można było rozszczepiać programu. Siedziba przez cały czas jej istnienia mieściła się w Krakowie, przy ul. płk. Dąbka 2. 
Grupa TVN wciąż posiada prawa do nazwy TV Wisła.

## Najważniejsze programy zrealizowane przez Telewizję Wisła
- TV Wisła (przed rozpoczęciem nadawania TVN)
  - Szafa Gra
  - Dziwne sporty
  - Mono
  - Fakty
  - Za kółkiem
  - Tydzień na antenie TV Wisła
  - Magazyn Disco Polo
  - Kariery
  - Sport
  - Ćma
  - Beeper
  - Oczko[2]
  - Pogoda
  - Filmoskop
  - Powitanie
  - Klips
  - Uzdrowiciel
  - Przejazdem
  - Przeboje na telefon
  - Dance Time
  - Gość TV Wisła
  - Disco Polo
  - Szlachetne zdrowie
  - W rytmie disco polo
  - Szukamy nazwy
  - Reporterzy TV Wisła
  - Afisz
  - Moto Fan
  - Wszystko albo nic
  - Sprawozdawczy
  - Piłkarski przekładaniec
  - Taaaka ryba
  - Joging z Wisłą
  - Smak muzyki
  - Śruba
  - Śmieszny świat
  - Domino
  - Tak i nie
  - Rozmowy u Waldorffa
  - Pipski świat
  - Hot line
  - Pół na pół
  - Dzień dobry, tu Wisła[3]
  - Zadzwoń do Wisły
  - Wisła na żywo
  - Twój Problem, Nasza Głowa
  - Auto-Auto
  - Król jest nagi
  - Nie do wiary